# Jake Short
Jacob Short (Indiana, 30 de maio de 1997), mais conhecido como Jake Short, é um ator norte-americano, mais conhecido pelo seu papel como Fletcher Quimby na série de comédia do Disney Channel A.N.T. Farm, juntamente com China Anne McClain e Sierra McCormick. Ele também estrelou como Nose Noseworthy do filme Shorts de 2009 e atuou em vários comerciais. Short nasceu em Indiana. Em agosto de 2012, Short estrelou no canal do Youtube de TheFineBros em seu show de web Teens React, onde os adolescentes reagiram para a série na internet Salad Fingers e assim mais em reação à "Hair Tutorial Gone Wrong",e faixa preta de Karate e Taekwondo e treinou (XMA) Xtremer Martial Arts com o famoso Mike Chat.

## Filmografia
| Ano  | Título                         | Papel              | Notas             |
| ---- | ------------------------------ | ------------------ | ----------------- |
| 2007 | The Anna Nicole Smith Story    | Daniel Wayne Smith | Estreia no cinema |
| 2009 | Shorts                         | Nose Noseworthy    | Papel principal   |
| 2009 | Jack and Janet Save the Planet | Mookie             |                   |
| 2011 | The Other Side                 | Tyler              | Curta-metragem    |
| 2011 | It Is Dark in Here             | Adam               | Curta-metragem    |
| 2012 | A Son Like You                 | Eli                | Curta-metragem    |

| Ano       | Título                  | Papel                               | Notas |
| --------- | ----------------------- | ----------------------------------- | --- |
| 2009      | Zeke and Luther         | Kenny Coffey                        | Episódio: "Bros Go Pro"                                                                                     |
| 2009      | Dexter                  | Scott Smith                         | Episódios: "The Getaway", "Lost Boys" e "Hello, Dexter Morgan"                                              |
| 2011      | Dynamite                | Jake Short                          | Papel de clipe                                                                                              |
| 2011      | A.N.T. Farm             | Fletcher Quimby                     | Papel principal; Série Original do Disney Channel Ganhou o Kids' Choice Award de ator de televisão favorito |
| 2011      | $#*! My Dad Says        | Timmy                               | Episódio: "Goodson Goes Deep"                                                                               |
| 2011      | KARtv                   | Comentários de Programa de Talentos | 2 episódios                                                                                                 |
| 2013–2015 | Mighty Med              | Oliver                              | Protagonista                                                                                                |
| 2015      | Lab Rats: Bionic Island | Oliver                              | "Lab Rats vs Mega Med, Parte 1" (Temporada 4, Episódio 17)                                                  |
| 2016      | Lab Rats: Elite Force   | Oliver                              | Elenco principal, Spin-off de Lab Rats e Mighty Med                                                         |

## Prêmios e indicações
| Ano  | Prêmio                   | Categoria                | Trabalho    | Resultado |
| ---- | ------------------------ | ------------------------ | ----------- | --------- |
| 2009 | Young Artist Awards 2010 | Young Artist Awards 2010 | Shorts      | Venceu    |
| 2012 | Kids' Choice Awards      | Ator favorito            | A.N.T. Farm | Venceu    |